# Anaxipha angusticollis
Anaxipha angusticollis är en insektsart som först beskrevs av Henri Saussure 1874.  Anaxipha angusticollis ingår i släktet Anaxipha och familjen syrsor. Inga underarter finns listade i Catalogue of Life.